# Alexandru al Iudeei
Alexandru (în greacă veche Ἀλέξανδρος, d. 48 sau 47 î.Hr.), sau Alexandru Macabeul, a fost fiul cel mai mare al regelui Aristobul al II-lea al Iudeei. A căsătorit cu verișoara lui, Alexandra Macabeea, fiica unchiului său, Hircan al II-lea. Bunicul lor a fost Alexandru Ianai, cel de-al doilea fiul al lui Ioan Hircan. Mariamna I, fiica lui Alexandru și al Alexandrei, a fost cea de-a doua soție a lui Irod cel Mare și regina hasmonee a Regatului Iudeei.
Alexandru a fost luat prizonier, împreună cu tatăl său și cu fratele său, Antigon, de către generalul roman Pompei cu prilejul capturării Ierusalimului în anul 63 î.Hr., dar a scăpat de răpitori și nu a mai fost transportat la Roma. În anul 57 el a apărut în Iudeea, a ridicat o armată de 10.000 de infanteriști și 1.500 de cavaleriști și a fortificat cetatea Alexandrium și alte posturi militare. Unchiul lui Alexandru, Hircan (cu care tatăl lui Alexandru, Aristobul, se înfruntase în trecut) a cerut ajutor de la Gabinius, care a adus o mare armată împotriva lui Alexandru și l-a trimis imediat pe Marc Antoniu cu o parte din trupe. Într-o bătălie purtată lângă Ierusalim, trupele lui Alexandru au fost zdrobite în luptă, iar el s-a refugiat în cetatea Alexandrium. Prin mijlocirea mamei sale, i s-a permis să plece, cu condiția să predea toate cetățile aflate încă în stăpânirea lui. În anul următor, în timpul expediției lui Gabinius în Egipt, Alexandru i-a incitat pe evrei la revoltă și a adunat o nouă armată. El i-a masacrat pe toți romanii pe care i-a întâlnit în drum și a asediat restul oștilor romane, care s-au refugiat pe Muntele Garizim. După ce a respins condițiile de pace oferite de Gabinius, el a fost învins în apropierea Muntelui Tabor, având pierderi de 10.000 de oameni. Spiritul adepților săi nu a fost complet zdrobit, cu toate acestea, pentru că în anul 53, după moartea lui Marcus Licinius Crassus, el a strâns din nou o armată, dar a fost obligat să încheie o înțelegere cu Cassius în anul 52. În anul 49, când a izbucnit războiul civil, Iulius Cezar l-a eliberat pe tatăl lui Alexandru, Aristobul al II-lea, și l-a trimis în Iudeea pentru a-i promova interesele acolo. Aristobul a fost otrăvit pe drum, iar Alexandru, care se pregătea să-i vină în ajutor, a fost capturat la comanda lui Pompei și a fost decapitat în Antiohia.

## Legături externe
- Acest articol include text dintr-o publicație aflată acum în domeniul public: Smith, William, ed. (1870). „Alexander”. Dictionary of Greek and Roman Biography and Mythology. p. 114.
- Acest articol încorporează text dintr-o publicație aflată acum în domeniul public: Singer, Isidore;  et al., ed. (1901). „article name needed”. Jewish Encyclopedia. New York: Funk & Wagnalls Company.